# Sumiko Yoseyama
Sumiko Yoseyama  (jap. 与世山 澄子, Yoseyama Sumiko; * um 1940) ist eine japanische Jazzsängerin.
Sumiko Yoseyama begann ihre Gesangskarriere mit dem Pianisten Yara Fumio, mit dem sie in Clubs der amerikanischen Truppenbasen auftrat. 1983 legte sie ihr Debütalbum Introducing (Union Jazz) vor, auf dem sie von Kohsuke Mine (Tenorsaxophon), Yoshihiro Nakagawa (Trompete), Tsuyoshi Yamamoto (Piano), Tsutomu Okada (Bass) und Hiroshi Murakami (Schlagzeug) begleitet wurde. Ende 1983 nahm sie ihr zweites Album With Mal (Continental, erschienen auch unter dem Titel Sumiko Yoseyama Meets Mal Waldron); ihrer Begleitband spielten Mal Waldron, Kunimitsu Inaba und Motohiko Hino sowie eine Streicher-Formation. 1985 folgte noch ein weiteres Album (Duo (East World), mit Mal Waldon), auf dem sie Standards wie „Nice Work If You Can Get It“, „You'd Be So Nice to Come Home to“, „I Didn't Know What Time It Was“ und „What a Little Moonlight Can Do“ interpretierte. Ein weiteres Album Interlude erschien noch 2005. Sie trat außerdem in dem Spielfilm Koishikute (2007, Regie Yuji Nakae) auf.